# 藥食
藥食或藥飯（韓語：약식），是朝鮮民族的一種甜點，主要原料是糯米，輔以栗子、紅棗、松子、麻油等配料，以蜂蜜（舊時稱為「藥」）或糖、肉桂和醬油調味，蒸製而成。
此物最早見於《三國遺事》。相傳公元488年農曆正月十五日，一隻烏鴉的吵鬧使新羅的炤知麻立干避過了一場陰謀。為紀念此事跡，每年的這一天都以糯米作祭祀，是為藥食的起源。在高麗時期已經加入各種配料。据说朝鮮時期的中國使臣曾经将药食带回北京，口味受到當時中國人的歡迎。
菜食除了在農曆正月十五日（大滿月）以外，在婚宴、回甲等儀式上都有出現。